# Roggenburg (Svizzera)
Roggenburg (toponimo tedesco; in francese Roggenbourg, desueto) è un comune svizzero di 281 abitanti del Canton Basilea Campagna, nel distretto di Laufen.

## Storia
Fino al 1993 fece parte del Canton Berna.

## Monumenti e luoghi d'interesse

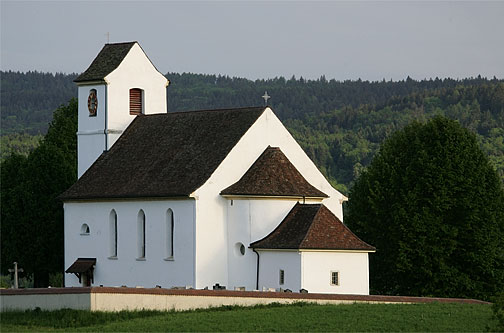
La chiesa cattolica di San Martino

- Chiesa cattolica di San Martino, attestata dal 1207[1].

## Società

### Evoluzione demografica
L'evoluzione demografica è riportata nella seguente tabella:
Abitanti censiti

## Amministrazione
Ogni famiglia originaria del luogo fa parte del cosiddetto comune patriziale e ha la responsabilità della manutenzione di ogni bene ricadente all'interno dei confini del comune.

## Sport
Attrezzato con un circuito di motocross, dal 1973 Roggenburg ha ospitato numerose competizioni internazionali della specialità, tra le quali varie tappe della Campionato mondiale di motocross.